# マクラーレン・スピードテール
マクラーレン・スピードテール (McLaren Speedtail) は、2020年にマクラーレン・オートモーティブが開発したスーパーカーである。

## 概要
マクラーレンのロードカー部門で最上位となる「アルティメットシリーズ」の最新モデルとして2016年11月に発表。マクラーレンが行う投資計画「Track25」の一環として開発された18台の新型車及び派生車の一つである。開発コードネームはBP23。

## メカニズム

### パワートレイン
パワートレインは、720Sに搭載されるM840T型エンジンを改良したユニットと電気モーターから構成される「M840TQ」型を搭載。モーターにはフォーミュラEの技術が組み込まれており、パラレルハイブリッド方式で組み合わせられる。最高速度は403km/h(250mph)で、0-300km/hのタイムは12.8秒。

### エクステリア
モノコックはカーボンファイバー製。ドアはマクラーレン伝統のディヘドラルドア(バタフライドア)を引き続き採用するが、史上初の電動開閉式となった。
前輪には空気抵抗を減らすために、カーボン製のスタティックカバーが取り付けられている。車体後部には油圧で作動するアクティブウィングが装着されている。
ドアミラーは装備していないが、イグニッションオンで車体からせり出し、走行モードがアクティブになると収納されるHDカメラを搭載している。

### インテリア
往年の名車「F1」と同様に、3シーターレイアウトを採用した点が最大の特徴。運転席が中央に配置され、運転席の後方両側に助手席が2つ配置されている。F1では視認性を確保するためにこのレイアウトを採用していたが、スピードテールでは乗員がシートに滑り込みやすくすると同時に、ドライビングポジションの保持を目的として採用している。
ワイヤレス式の充電パッドを搭載し、走行中のバッテリー充電は勿論、停車時などの非走行時にもトリクル充電(微弱な電流を流し続ける充電)が行われる。
ウィンドウには内部にLEDが仕込まれたエレクトロミックガラスを採用し、ワンタッチで暗くなるサンバイザーのような役目を持つ。

## 製造と販売
テストは主にアメリカ・フロリダ州のケネディ宇宙センターで行われ、スペースシャトルの滑走路も使用された。また、ドイツ、スペイン、イタリアのトラックでもテストが行われた。
2018年11月、マクラーレンはスピードテールを106台限定で生産すると発表。しかし、発表時には既に完売していた。価格は税別で175万ポンド(約2億5000万円)以上。
約3分の1がアメリカ合衆国からのオーダーであったが、ドアミラーの代わりにカメラを使用し、サイドマウントエアバッグを使用していないこともあり、アメリカでは公道走行が許可されていない。マクラーレンはアメリカにおけるスピードテールの購入・登録・輸入を行わない旨を発表しているが、同社の広報担当によれば「NHTSAの承認を待って、「展示のための輸入なら合法の可能性がある」としている。なお、NHTSAの安全基準では「歴史的または技術的に重要な車」を除いて、所有者は12ヶ月間に2500マイル(約4023km)を超える距離を走行しないことを義務付けている。
2019年12月に高速テストを終了し、イギリスでの生産を開始。本国では2020年2月よりデリバリーが開始されている。
日本国内では2020年9月14日に発表。3台が割り当てられ、全車がホワイト系のボディカラーとなっている。2020年11月8日に富士スピードウェイにて開催された「McLaren Tokyo Owners Meet」にて、日本納車第1号となるムリワイ・ホワイトの個体（シャシーNo.023）が世界で初めてクラッシュした。